# Neptosternus fasciatus
Neptosternus fasciatus är en skalbaggsart som beskrevs av Omer-cooper 1970. Neptosternus fasciatus ingår i släktet Neptosternus och familjen dykare. Inga underarter finns listade i Catalogue of Life.